# Баруздин, Сергей Алексеевич
Сергей Алексеевич Бару́здин (22 июля 1926 — 4 марта 1991) — русский советский писатель и поэт, редактор; член Союза писателей СССР. Лауреат Государственной премии РСФСР имени М. Горького (1983).

## Биография
Родился 22 июля 1926 года в Москве.
В 1938 году опубликовал первые рассказы в детском журнале «Пионер».
Участник Великой Отечественной войны. Призван в армию в 1943 году, был рядовым 113-го отдельного разведывательного артдивизиона.
В 1949 году вступил в ВКП(б). Член Союза писателей с 1951 года.
В 1958 году окончил Литинститут имени А. М. Горького.
В 1958 году выступил на общемосковском собрании писателей, осудившем Б. Л. Пастернака:

Вот всё, что есть советского в Пастернаке, только то, что он живёт в России, где есть Советская власть. Пастернак об этом сам сказал, и наверняка это письмо будет известно за пределами нашего собрания. Что можно после этого требовать? Есть хорошая русская пословица: «Собачьего нрава не изменишь». Мне кажется, что самое правильное — убраться Пастернаку из нашей страны поскорее.
В 1957—1965 годах секретарь правления СП РСФСР, с 1967 года — СП СССР.
С 1965 года — главный редактор журнала «Дружба народов».
Жил в Москве на Новопесчаной улице, дом 8; с 1980-х годов — на Краснопролетарской улице, дом 9.
Умер 4 марта 1991 года. Похоронен на Введенском кладбище (23 уч.).

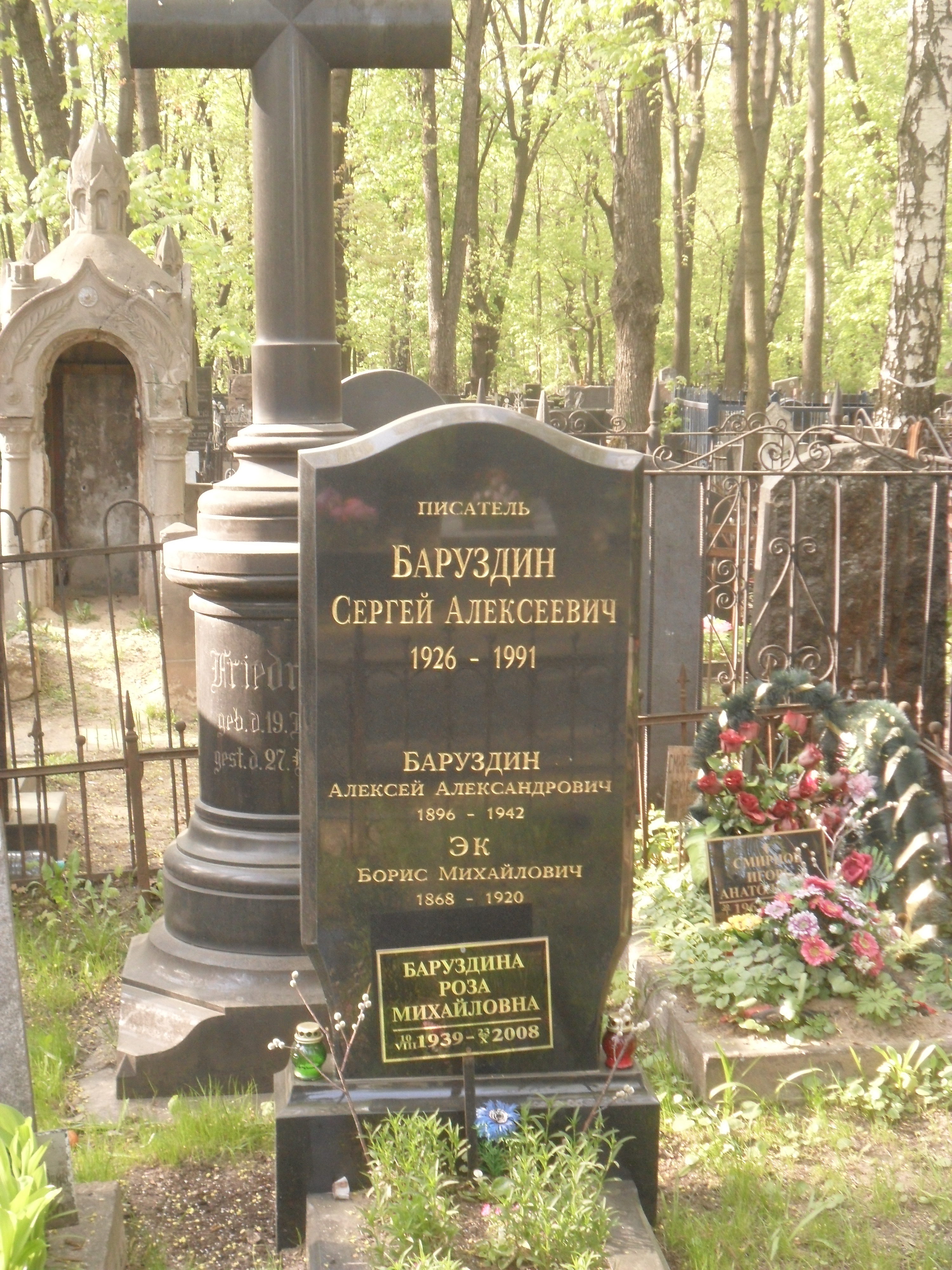
Могила Баруздина на Введенском кладбище Москвы

## Награды и премии
- орден Ленина (21.07.1986)
- орден Октябрьской Революции (16.11.1984)
- орден Отечественной войны 2-й степени (11.03.1985)
- 3 ордена Трудового Красного Знамени (02.07.1971; 23.03.1976; 02.06.1981)
- орден «Знак Почёта» (28.10.1967)
- медаль «За оборону Москвы»
- медаль «За освобождение Варшавы»
- медаль «За взятие Берлина»
- медаль «За освобождение Праги»
- медаль «За победу над Германией в Великой Отечественной войне 1941—1945 гг.»
- другие медали
- Государственная премия РСФСР имени М. Горького (1983) — за сборник рассказов и повестей «Само собой»

### Некоторые произведения для детей
1. «Её зовут Ёлкой»
2. «Вежливый бычок»
3. «Двухметровое несчастье»
4. «Простуженный ёжик»
5. «Эту книжку написал твой друг»
6. «Как куры научились плавать»
7. «Лось в театре»
8. «Забракованный мишка»
9. «Пчелиная напасть»
10. «Необычный почтальон»
11. «Сложное поручение»
12. «Сила привычки»
13. «Рави и Шаши — рассказ о том, как два маленьких слонёнка, подаренные Неру советским детям, плыли на корабле»
14. «Как Снежок в Индию попал — рассказ про советский ответный подарок: маленького белого медвежонка»
15. «Шаг за шагом»
16. «Шёл по улице солдат»
17. «Про Светлану»
18. «Светлана — пионерка»
19. «Светлана — наша Сейдеш»
20. «Сказка о трамвае»
21. «Кто сегодня учится»
22. Чудеса : Стихи и рассказы : [Для мл. шк. возраста]/С. А. Баруздин; Ил. В. Гальдяев. — М.: Малыш, 1973. — 80 с. : ил. — На рус. яз.: Цена 1 р. 08 к.[8][9].

Содержание:
- Чудеса. Стихи
- Алёшка из нашего дома. Маленькие рассказы
- Валя-Валентин. Стихи
- Человеки. Маленькие рассказы
- Чёрное море. Стихи
- Идёт мальчишка на парад. Стихи

### Экранизации
- Рядом с вами (1986), реж. Николай Малецкий.

## Отзывы
Литературовед, литературный критик, журналист, писатель и публицист Б. Г. Яковлев отмечал:

Сергей Баруздин, детский писатель, но, по-моему, никудышный главный редактор, к тому же обременённый классической русской леностью, явно не склонный заниматься финансово-хозяйственной устойчивостью журнала, ещё недавно бывшего лидером среди многотиражных изданий Союза писателей, медленно, но верно терял позиции.